# Heterixalus rutenbergi
Heterixalus rutenbergi – gatunek płaza bezogonowego z rodziny sitówkowatych (Hyperoliidae), występujący endemicznie w środkowej części Madagaskaru. Dorasta do 2,5 cm długości i cechuje się charakterystycznym ubarwieniem z licznymi białymi paskami o brązowych krawędziach, występującymi na grzbiecie. Gatunek najmniejszej troski (LC) w związku z m.in. szerokim zasięgiem występowania oraz dużym rozmiarem populacji.

## Wygląd
Samce i samice dorastają do 2,5 cm długości. Ubarwienie jest bardzo charakterystyczne – grzbiet jasnozielony, występuje 5 podłużnych białych pasków, których krawędzie są ciemnobrązowe. Dodatkowo, dwa paski o tym samym kolorze obecne są na bokach kończyny dolnej, a jeden ciągnie się wzdłuż stępu i stopy. Uda, brzuszna strona kończyn, dłonie oraz stopy są pomarańczowe. Brzuch ma kolor kremowy. U samców obecny jest jeden rezonator.

## Zasięg występowania i siedlisko
Endemit. Występuje w środkowej części Madagaskaru na wysokościach bezwzględnych 1200–1500 m n.p.m., m.in. w gminach Ambatolampy i Tsinjoarivo. Zasiedla górskie formacje trawiaste oraz pola uprawne (ale nie pola ryżowe).

## Status
Gatunek najmniejszej troski (LC) w związku z dużym zasięgiem występowania (47 261 km²), dużymi rozmiarami populacji oraz zdolnością do życia w zdegradowanym środowisku. Jednakowoż szacuje się, że populacja może maleć, a ponadto gatunek ten odławiany jest na sprzedaż jako zwierzę domowe.